# Embaixada do Brasil em Nova Delhi
A Embaixada do Brasil em Nova Delhi é a missão diplomática brasileira da Índia. A missão diplomática se encontra no endereço, 8 Aurangzeb Road New Delhi, Nova Delhi, Índia.